# Shady Hills (Florida)
Shady Hills es un lugar designado por el censo ubicado en el condado de Pasco en el estado estadounidense de Florida. En el Censo de 2010 tenía una población de 11.523 habitantes y una densidad poblacional de 152,94 personas por km².

## Geografía
Shady Hills se encuentra ubicado en las coordenadas 28°24′11″N 82°32′42″O / 28.40306, -82.54500. Según la Oficina del Censo de los Estados Unidos, Shady Hills tiene una superficie total de 75.35 km², de la cual 74 km² corresponden a tierra firme y (1.78%) 1.34 km² es agua.

## Demografía
Según el censo de 2010, había 11.523 personas residiendo en Shady Hills. La densidad de población era de 152,94 hab./km². De los 11.523 habitantes, Shady Hills estaba compuesto por el 95.63% blancos, el 0.72% eran afroamericanos, el 0.53% eran amerindios, el 0.49% eran asiáticos, el 0.03% eran isleños del Pacífico, el 1.05% eran de otras razas y el 1.54% pertenecían a dos o más razas. Del total de la población el 6.49% eran hispanos o latinos de cualquier raza.